# Machenahalli, Alur
Machenahalli là một làng thuộc tehsil Alur, huyện Hassan, bang Karnataka, Ấn Độ.